# Flosjön, Hälsingland
Flosjön är en sjö i Härjedalens kommun i Hälsingland och ingår i Ljusnans huvudavrinningsområde. Sjön har en area på 0,054 kvadratkilometer och ligger 271,2 meter över havet. Sjön avvattnas av vattendraget Jämnån.

## Delavrinningsområde
Flosjön ingår i det delavrinningsområde (689672-145155) som SMHI kallar för Mynnar i Kyrksjön. Medelhöjden är 294 meter över havet och ytan är 6,99 kvadratkilometer. Räknas de 18 avrinningsområdena uppströms in blir den ackumulerade arean 199,37 kvadratkilometer. Jämnån som avvattnar avrinningsområdet har biflödesordning 3, vilket innebär att vattnet flödar genom totalt 3 vattendrag innan det når havet efter 207 kilometer. Avrinningsområdet består mestadels av skog (81 procent). Avrinningsområdet har 0,05 kvadratkilometer vattenytor vilket ger det en sjöprocent på 0,8 procent. Bebyggelsen i området täcker en yta av 0,08 kvadratkilometer eller 1 procent av avrinningsområdet.